# Мазуркевич, Владислав (серийный убийца)
Владислав Мазуркевич (пол. Władysław Mazurkiewicz; 31 января 1911 — 29 января 1957) — польский серийный убийца из послевоенного Кракова, совершавший также преступления в Варшаве.

## Биография
Мазуркевич был обвинён прокуратурой в шести убийствах и не менее двух покушениях на убийство. Он был признан виновным в убийстве четырёх мужчин и двух женщин, в том числе Виктора З., Владислава Б. и миллионера Ежи де Л. вместе со своей женой Ядвига де Л. и её сестрой, Зофией С. Мазуркевич был осуждён районным судом в Кракове и приговорён к смерти 30 августа 1956 года. Он был казнён через повешение пять месяцев спустя, 29 января 1957 года, за два дня до своего 46-го дня рождения. По разным слухам, Мазуркевич, возможно, был ответственен за целых 30 убийств, которые никогда не были раскрыты. Тем не менее, он сам не признал себя виновным и заявил в суде, что был избит и его шантажировали во время допросов.
Последними словами Мазуркевича были: «До свидания, господа! Скоро мы все там встретимся!».
За своё высокое экономическое положение и вежливые манеры в Польше он получил прозвище «Элегантный убийца» (elegancki morderca), также его называли «красавчиком Владеком» (piękny Władek).